# Andrea Tovar
Jealisse Andrea Tovar Velásquez (Quibdó, 3 de septiembre de 1993) es una modelo y reina de belleza colombiana. El 16 de noviembre de 2015 fue elegida Señorita Colombia en la 63.ª edición del Concurso Nacional de Belleza, premio que la acreditó como representante de Colombia en el concurso Miss Universo 2016, en el cual logró la posición de segunda finalista.
Participó en el reality «Soldados 1.0» del Canal RCN. Fue reconocida por su gran compañerismo y liderazgo, cualidades vitales en el desempeño militar y que la han llevado a ser una de las grandes favoritas. A pesar de eso, tuvo que abandonar la competencia por quebrantos de salud, los cuales semanas después serían revelados como un embarazo.

## Biografía
Nacida en Quibdó, es  hija del médico Antonio José Tovar Mendoza y la administradora de empresas Xenia Rosa Velásquez Salcedo. Tiene una hermana mayor, médico.  Estudia diseño industrial y producción de imagen fotográfica en la Universidad Jorge Tadeo Lozano de Bogotá.
Andrea junto a su novio Julián Guillermo Rojas tienen dos hijos:
- Elena, nacida el 9 de enero de 2018.

- Lorenzo, nacido el 27 de agosto de 2020.

## Participación en concursos de belleza

### Señorita Colombia 2015-2017
En 2014 fue elegida Señorita Chocó, sin embargo la primera dama del departamento organizó otro certamen en el cual resultó elegida Lliam Zapata Jensen, por lo tanto Tovar tuvo que aplazar su participación en el certamen hasta el año 2015, año en el que fue elegida Señorita Colombia en el centro de convenciones Julio César Turbay Ayala de Cartagena de Indias, siendo la representante de su país en el venidero de Miss Universo.
Andrea es en la segunda representante del Departamento del Chocó en ganar el Concurso Nacional de Belleza y la segunda Afro Colombiana en ganar el Señorita Colombia después de la también chocoana Vanessa Mendoza, Señorita Colombia 2001.

### Miss Universo 2016
El Miss Universo 2016 se realizó en el  Mall of Asia Arena de Manila, Filipinas en el cual Andrea se posiciona como Segunda Finalista, sólo superada por la ganadora Iris Mittenaere de Francia y por Raquel Pélissier de Haití, continuando así con las clasificaciones de Colombia en la ronda final de dicho certamen por tercer año consecutivo.